# Le Vieil-Évreux
Le Vieil-Évreux est une commune française située dans le département de l'Eure, en région Normandie.

## Géographie

### Localisation
| Évreux        | Fauville, Huest, Miserey | Miserey              |
| Guichainville | Vieil-Évreux             | Cierrey Le Val-David |
| Guichainville | Guichainville, Saint-Luc | La Trinité           |

### Hydrographie
La commune est située dans le bassin Seine-Normandie. Elle n'est drainée par aucun cours d'eau,. Néanmoins trois plans d'eau sont présents sur le territoire communal : Benète (0,04 ha), la mare de Brécoule (0,01 ha) et le Vivier (0,04 ha),.

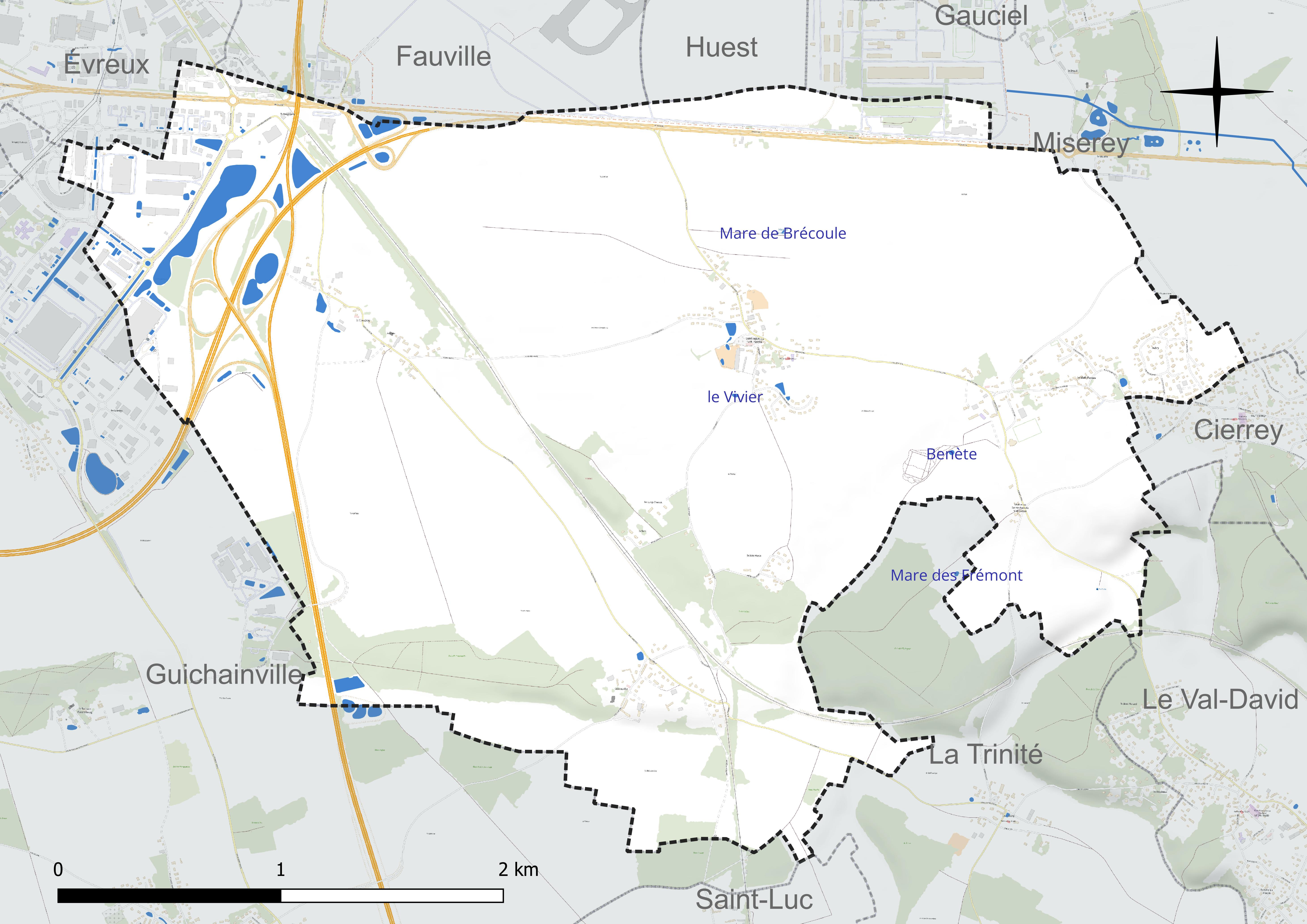
Réseau hydrographique du Vieil-Évreux.

### Climat
Pour des articles plus généraux, voir Climat de la Normandie et Climat de l'Eure.
En 2010, le climat de la commune est de type climat océanique dégradé des plaines du Centre et du Nord, selon une étude du CNRS s'appuyant sur une série de données couvrant la période 1971-2000. En 2020, Météo-France publie une typologie des climats de la France métropolitaine dans laquelle la commune est exposée à un climat océanique et est dans la région climatique  Sud-ouest du bassin Parisien, caractérisée par une faible pluviométrie, notamment au printemps (120 à 150 mm) et un hiver froid (3,5 °C). Parallèlement le GIEC normand, un groupe régional d’experts sur le climat, différencie quant à lui, dans une étude de 2020, trois grands types de climats pour la région Normandie, nuancés à une échelle plus fine par les facteurs géographiques locaux. La commune est, selon ce zonage, exposée à un « climat des plateaux abrités », correspondant aux plaines agricoles de l’Eure, avec une pluviométrie beaucoup plus faible que dans la plaine de Caen en raison du double effet d’abri provoqué par les collines du Bocage normand et par celles qui s’étendent sur un axe du Pays d'Auge au Perche.
Pour la période 1971-2000, la température annuelle moyenne est de 10,5 °C, avec  une amplitude thermique annuelle de 14,3 °C. Le cumul annuel moyen de précipitations est de 663 mm, avec 11,5 jours de précipitations en janvier et 8 jours en juillet. Pour la période 1991-2020, la température moyenne annuelle observée sur la station météorologique la plus proche, située sur la commune de Guichainville à 4 km à vol d'oiseau, est de 11,1 °C et le cumul annuel moyen de précipitations est de 659,6 mm,. Pour l'avenir, les paramètres climatiques de la commune estimés pour 2050 selon différents scénarios d’émission de gaz à effet de serre sont consultables sur un site dédié publié par Météo-France en novembre 2022.

## Urbanisme

### Typologie
Au 1er janvier 2024, Le Vieil-Évreux est catégorisée commune rurale à habitat dispersé, selon la nouvelle grille communale de densité à 7 niveaux définie par l'Insee en 2022.
Elle est située hors unité urbaine. Par ailleurs la commune fait partie de l'aire d'attraction d'Évreux, dont elle est une commune de la couronne,. Cette aire, qui regroupe 108 communes, est catégorisée dans les aires de 50 000 à moins de 200 000 habitants,.

### Occupation des sols
L'occupation des sols de la commune, telle qu'elle ressort de la base de données européenne d’occupation biophysique des sols Corine Land Cover (CLC), est marquée par l'importance des territoires agricoles (79 % en 2018), en diminution par rapport à 1990 (88,3 %). La répartition détaillée en 2018 est la suivante : 
terres arables (71,1 %), zones industrielles ou commerciales et réseaux de communication (12,8 %), zones agricoles hétérogènes (7,9 %), forêts (5,8 %), zones urbanisées (2,5 %). L'évolution de l’occupation des sols de la commune et de ses infrastructures peut être observée sur les différentes représentations cartographiques du territoire : la carte de Cassini (XVIIIe siècle), la carte d'état-major (1820-1866) et les cartes ou photos aériennes de l'IGN pour la période actuelle (1950 à aujourd'hui).

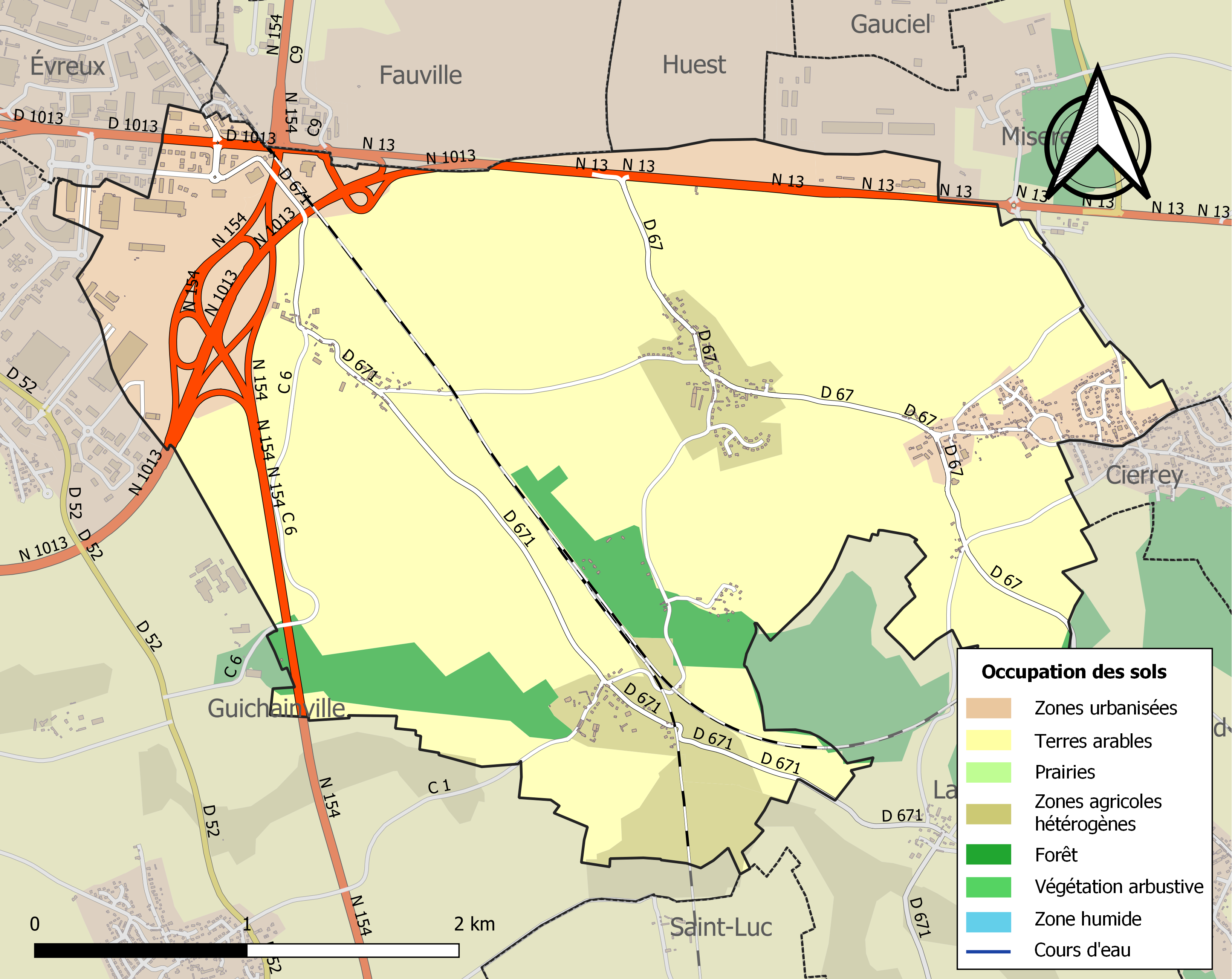
Carte des infrastructures et de l'occupation des sols de la commune en 2018 (CLC).

## Toponymie
Le nom de la localité est attesté sous les formes Castellum Alerci au XIe siècle (Orderic Vital), Veteres Ebroicæ en 1195 (charte de Richard Cœur de Lion), Vetulæ Ebroicæ au XIIIe siècle, Vieux Évreuxen 1419 (archives nationales), Vieulx Évreux en 1467 (reg. de l’Échiquier), Viel Évreux en 1754 (Dict. des postes).
Ce n'est probablement pas le site primitif d'Évreux, mais plutôt un village ruiné dont le nom avait été perdu et que l'on a pu considérer comme plus ancien que le voisin Évreux.
Les anciennes communes Le Coudray et Cracouville furent réunis en 1810 et en 1845 à Saint-Aubin-du-Vieil-Évreux, qui prit le nom de Vieil-Évreux.

## Histoire
On a retrouvé sur la commune et celle voisine de Guichainville des silex taillés attribués à l'Homme de Néandertal (500 000 / 400 000 ans) apportant la preuve la plus ancienne d'une occupation humaine de la région.
Le 23 septembre 1870 pendant le siège de Paris, le ballon monté Neptune s'envole de la place Saint-Pierre à Paris, alors assiégée par les Prussiens, et termine sa course dans le parc du château de Cracouville après avoir parcouru 104 kilomètres.

## Politique et administration
| Période                                  | Période   | Identité            | Étiquette | Qualité       |
| ---------------------------------------- | --------- | ------------------- | --------- | ------------- |
| Les données manquantes sont à compléter. |           |                     |           |               |
| avant 1995                               | ?         | Marcel Charlemagne  | DVD       |               |
| mars 2001                                | mars 2014 | Francine Saudbreuil |           |               |
| mars 2014                                | En cours  | Marc Perrin         |           | Fonctionnaire |

## Démographie
L'évolution du nombre d'habitants est connue à travers les recensements de la population effectués dans la commune depuis 1793. Pour les communes de moins de 10 000 habitants, une enquête de recensement portant sur toute la population est réalisée tous les cinq ans, les populations de référence des années intermédiaires étant quant à elles estimées par interpolation ou extrapolation. Pour la commune, le premier recensement exhaustif entrant dans le cadre du nouveau dispositif a été réalisé en 2006.

En 2022, la commune comptait 840 habitants, en évolution de +4,48 % par rapport à 2016 (Eure : −0,25 %, France hors Mayotte : +2,11 %).
| 1793 | 1800 | 1806 | 1821 | 1831 | 1836 | 1841 | 1846 | 1851 |
| ---- | ---- | ---- | ---- | ---- | ---- | ---- | ---- | ---- |
| 100  | 90   | 87   | 174  | 169  | 151  | 199  | 568  | 362  |

| 1856 | 1861 | 1866 | 1872 | 1876 | 1881 | 1886 | 1891 | 1896 |
| ---- | ---- | ---- | ---- | ---- | ---- | ---- | ---- | ---- |
| 338  | 317  | 307  | 301  | 299  | 290  | 333  | 287  | 288  |

| 1901 | 1906 | 1911 | 1921 | 1926 | 1931 | 1936 | 1946 | 1954 |
| ---- | ---- | ---- | ---- | ---- | ---- | ---- | ---- | ---- |
| 275  | 262  | 253  | 249  | 266  | 280  | 268  | 666  | 347  |

| 1962 | 1968 | 1975 | 1982 | 1990 | 1999 | 2006 | 2011 | 2016 |
| ---- | ---- | ---- | ---- | ---- | ---- | ---- | ---- | ---- |
| 346  | 488  | 414  | 424  | 668  | 757  | 739  | 721  | 804  |

| 2021 | 2022 | - | - | - | - | - | - | - |
| ---- | ---- | - | - | - | - | - | - | - |
| 839  | 840  | - | - | - | - | - | - | - |

## Culture locale et patrimoine

### Lieux et monuments
- Site gallo-romain de Gisacum
- Église Saint-Aubin
- Ancienne église Saint-Denis du Vieil-Évreux, d'origine romane
- Ancienne église Saint-Siméon de Cracouville
- Église Notre-Dame du Coudray
- Château de Cracouville, lié à l'histoire de la famille Le Noury[26]; le château eut les honneurs du roi Henri IV en 1603.
- Fanum de Cracouville,  Classé MH (1951)[27].

### Personnalités liées à la commune
- Henri Marie Lenoury (1771-1839), général des armées de la République et de l'Empire.

### Héraldique
| Blason | Blasonnement : De gueules à la bande d'or chargée de trois étoiles d’azur, accompagnée de deux colombes d'argent tenant dans leur bec un rameau d’olivier du même. |